# بنتج بوجيان
بنتج بوجيان هي بلدية في مقاطعة بستويا في الإقليم الإيطالي توسكانا، تقع على بُعد حوالي 45 كيلومترًا (28 ميل) غرب فلورنسا وحوالي 20 كيلومترًا (12 ميل) جنوب غرب مدينة بستويا. يحد بلدية جسر بوجيان البلديات التالية: بوغيانو، تشيزينا أوزانيز، فوسشيو، لاركانو، مونتيكاتيني تيرمي، مونسومانو تيرمي، بييفي نيفول وأوزانو.